# Sint-Martinuskerk (Lede)
De Sint-Martinuskerk is een rooms-katholieke kerk in de Belgische plaats Lede. De kerk is een bekende Vlaamse bedevaartsplaats, waar het 15e-eeuwse Mariabeeld De Nood Gods wordt aanbeden. 
De oorspronkelijke kerk in Lede werd mogelijk al in de 9e eeuw gesticht en hoorde destijds bij de Sint-Baafsabdij van Gent. De huidige kerk werd gebouwd in de 14e eeuw. De middenbeuk en toren stammen nog deels uit deze tijd. De toren werd in 1569 verbouwd. De kerk werd kort daarna verwoest door de geuzen, waarna toren en kerk herbouwd moesten worden. In 1779 werd de kerk vergroot door architect Jan Baptist Simoens. In 1872 werd een nieuwe voorgevel gebouwd en de toren aangepast en verhoogd. 
Het is een hallenkerk, gebouwd uit zandsteen en witte natuursteen voor de voorgevel. Het schip heeft drie beuken en telt vijf traveeën, met een vijfzijdige apsis. De toren heeft vier geledingen. 
In de kerk hangt het 17e-eeuwse schilderij Doornenkroning en bespotting van Christus, van Jan Janssens. Het hoofdaltaar kwam in 1661 tot stand door een legaat van Willem Bette, markies van Lede (ca. 1600-1658). De zijaltaren en de biechtstoel zijn eveneens 17e-eeuws. De preekstoel dateert uit de 18e eeuw.

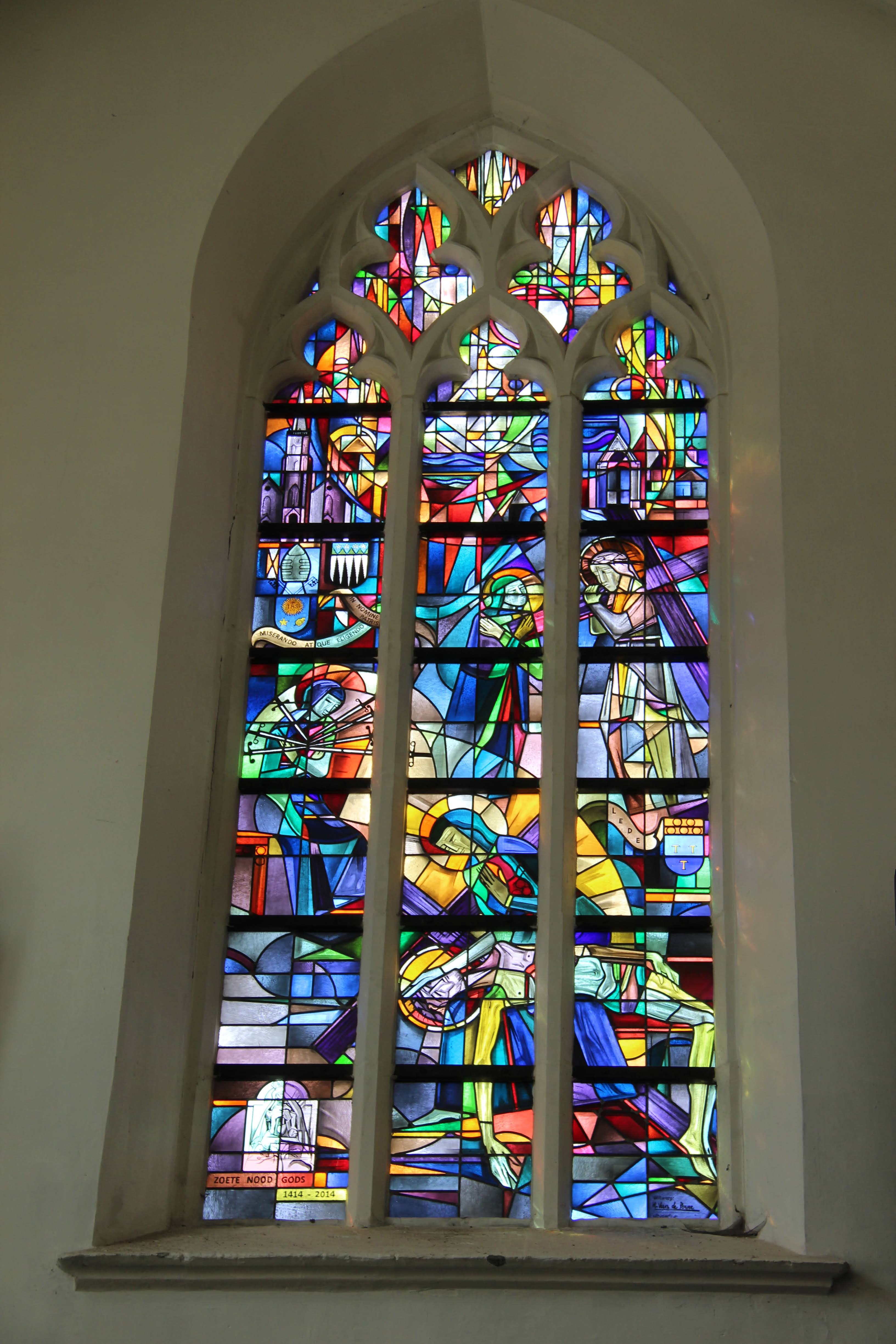
Glasraam Harold Van de Perre
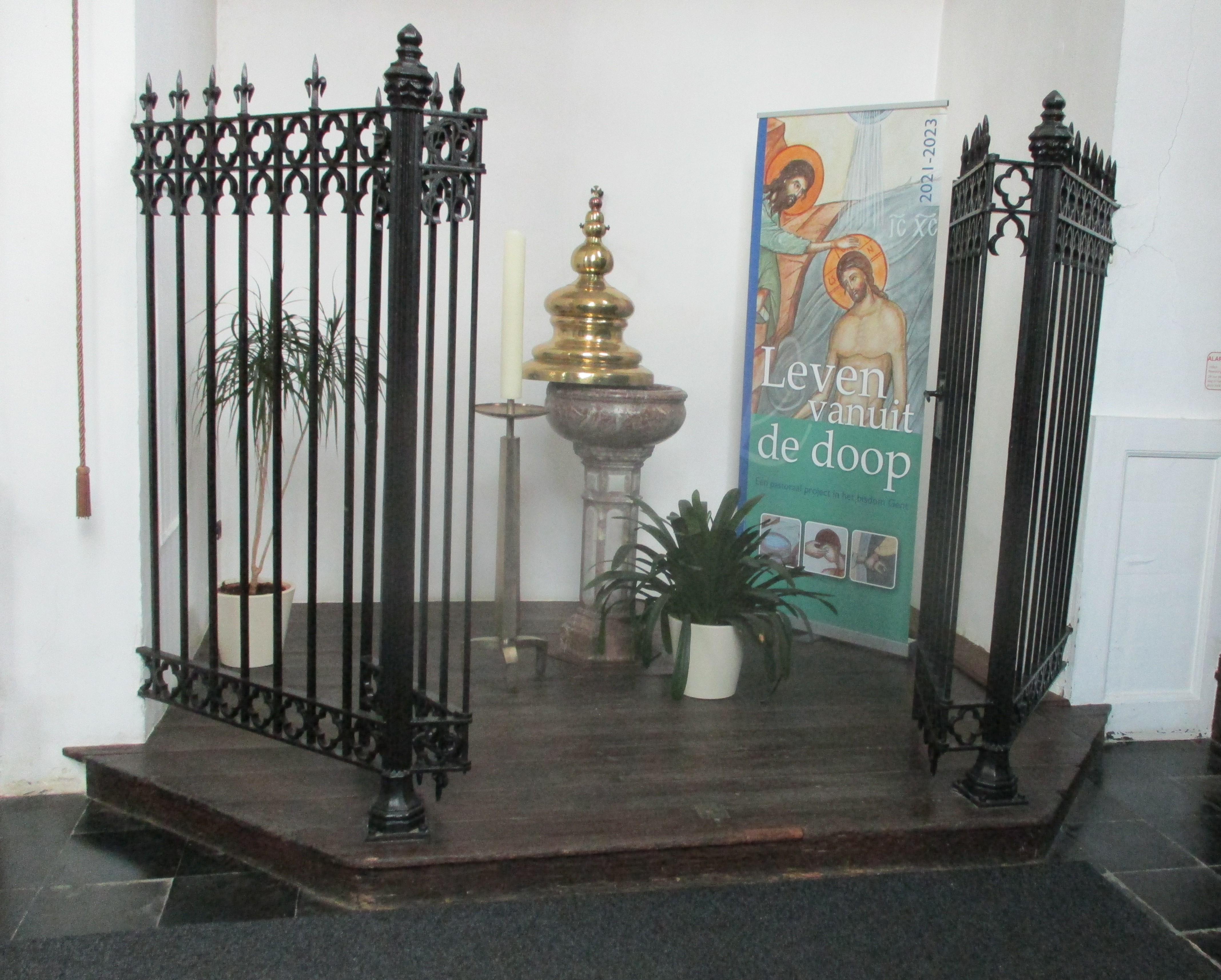
Doopvont
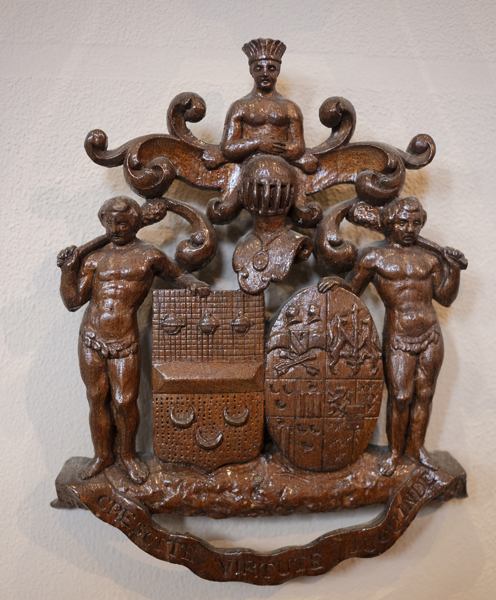
Interieur